# Меке
Меке (волоф Meckhe) — коммуна в Сенегале, расположенная на северо-западе страны, между Дакаром и Сент-Луисом.

## География
Меке расположен примерно в 100 км к северо-востоку от Дакара, и 26 км к северо-востоку от Тивауана. Город расположен в 20 км от Атлантического океана.

## Экономика
Экономическая деятельность составляет сельское хозяйство, ремесло, торговлю и скотоводство.

## История
До XVIII века территория Меке представляла собой обширный лес, который населяли дикие животные.
Город Меке являлся железнодорожной станцией в 1885 года, но в 1911 году получил юридический статус города.

## Города-побратимы
• Сен-Дье-де-Вож,Франция
1. ↑  https://www.citypopulation.de/de/senegal/mun/admin/
2. ↑  Топокарты Генштаба. Дата обращения: 17 сентября 2015. Архивировано 4 марта 2016 года.